# 特三式内火艇
特三式内火艇 是第二次世界大戰中，日本海軍開發的水陸兩用戰車。於1943年採用。特三式是以一式中戰車開發製成。特三式比起特二式是更大型且能力更強的車輛。

## 開發歷史
日本海軍曾計劃在艦隊決戰中對太平洋群島發動奇襲，佔領後作為基地。便需要一種能在海上航行並靠自身動力登陸海岸的車輛。於是在1941年開發特二式內火艇。
特二式設計的成功讓軍令部感到滿意，更強的裝甲和武器的大型車輛可以在未來的兩棲作戰和特種部隊所用，決定在1943年開發特三式內火艇。第一批車輛於1943年底和1944年投入使用。
1943年到1945年，只生產了19輛特三式。海軍仍優先生產艦船和飛機，由於沒有特別的兩棲作戰計劃，特三式的大規模生產仍是非常低的優先事項。

## 性能
特三式是由一式中戰車的底盤改進，因此，它比特二式有更好的裝甲防護和火力。車身採用光滑的表面配置，與前後浮筒平滑連接。前面的浮筒彎曲成軍艦船頭的形狀，當坦克登陸時，前後浮筒都可拋棄。但通常不會拋棄，因為在實戰中浮筒在面對敵人火力提供了額外防禦效果。
特三式內火艇裝甲：正面50毫米、側面25毫米、後部20毫米、頂部和底部10毫米。特二式內火艇的行走裝置螺旋彈簧在特三式中改為外式，並在車體兩側行走裝置上增加了兩個輪子。有四對滾輪。
特三式的主炮為一式47毫米坦克炮，炮塔裝甲：正面50毫米、側面25毫半、頂部12毫米。炮長2250毫米，口徑為48，仰角為負15度至正20度。該槍固定射擊方向為左右10度，初速為810米/秒，穿甲能力100米射程為55毫米，1000米射程為30毫米，跟九七式中戰車改的炮類似。副武器為同軸裝備的一挺九七式車載重機槍，車體前部也裝備了相同的武器。由於配備浮筒，車體的大部分會在水下，因此在砲塔上突出了一個可拋棄的觀察塔。它被設計成一個帶有圓形沖天爐的細長觀察塔，以保持艙口高於水面。特三式在砲塔後方有一個獨特的大型進氣管，可以為柴油發動機更有效吸入空氣，並保持排氣不受海水阻礙。這輛車需要七名乘員，其中一名擔任登上車輛的機械師，跟特二式一樣。

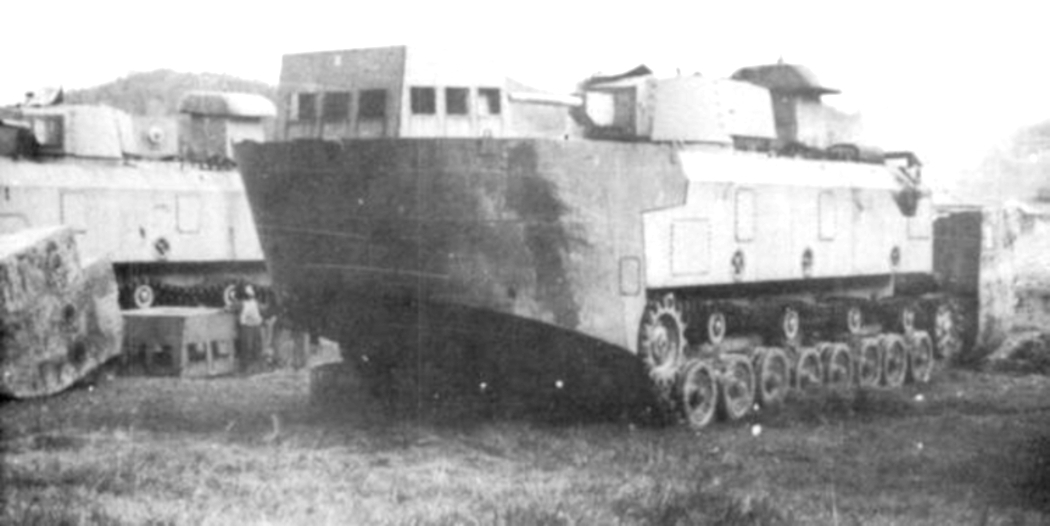
特三式內火艇

由於該車輛打算安裝在潛艇上，因此車身採用防水和耐壓結構。 在作戰期間，所有乘員都被安置在車內，砲塔和車體之間的空間用耐壓蓋進行了水密處理，並確保高達100米的安全深度。為了在潛艇中操作特二式，需要拆除發動機和電氣設備並向船內註水。 從上升到啟動需要30分鐘的準備時間。但特三式可以按原樣啟動。

## 使用記錄
特三式僅部署在日本本土，沒有參與作戰。戰爭結束時，特三式被部署到橫須賀第16特種陸地中隊，但沒有機會參與實戰。

## 流行文化

### 電子遊戲
- 戰爭雷霆
- 應徵入伍

## 延伸阅读
- Foss, Christopher. . Zenith Press. 2003. ISBN 0-7603-1475-6.
- Zaloga, Steven J. . Osprey. 2007. ISBN 978-1-8460-3091-8.
- 福島紐人「水陸両用車輌」『特集/第二次大戦の日本軍用車両』グランドパワー11月号、デルタ出版、1996年。
- 若松和樹「海軍と戦車」『歴史群像太平洋戦史シリーズ25 陸軍機甲部隊』学習研究社、2000年。ISBN 4-05-602065-5
- ピーター・チェンバレン クリス・エリス『世界の戦車 1915～1945』大日本絵画、1996年。ISBN 4-499-22616-3